# Крест'янська застава (площа)
Площа Крест'янської Застава (до 1919 року – площа Спаської Застави ) – площа в центрі Москви на Камер-Колежському валу. Розташована в Таганському та Південнопортовому районах між Воронцовською, Абельманівською, 1-ю Дубровською вулицями, Волгоградським проспектом та 3-м Крутицьким провулком. На площі знаходяться станції метро «Крестьянська застава» та «Пролетарська».

## Історія
Перейменована 1919 року, «на честь радянського селянства». До цього – площа Спаської Застави. Заставою був митний пункт Камер-Колежського валу. Назва ж Спаська була дана заставі за розташуванням поблизу Новоспаського монастиря.

## Опис

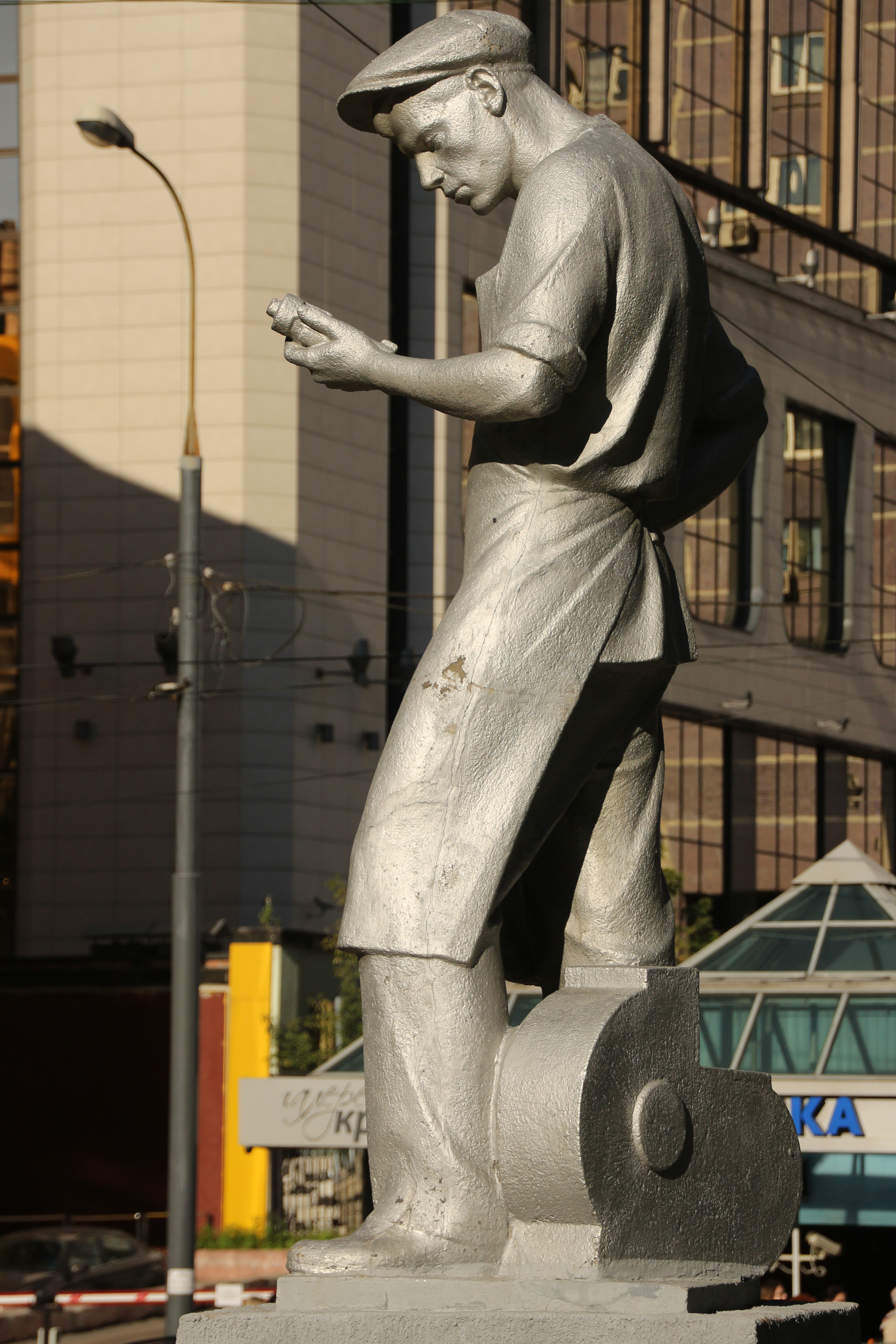
Скульптура «Робітник-Винахідник» в сквері на площі Крест'янська Застава. Скульптор Н.А. Андреєв, 1925.

Площа Селянська Застава обмежена з північного сходу Волгоградським проспектом, з північного заходу — Абельманівською вулицею, яка на заході переходить у 3-й Крутицький провулок, а з півдня – Воронцовська вулиця. На неї виходять на півдні 1-а Дубровська, на сході – Стройківська, на півночі – Марксистська вулиця.